# قائمة زملاء الجمعية الملكية المنتخبين في 1679
هذه الصفحة تعرض قائمة زملاء الجمعية الملكية المُنتخبين لعام 1679.

## الزملاء
- Henry Paman [الإنجليزية]‏
- William Waller (informer) [الإنجليزية]‏
- William Bridgeman (MP for Bramber) [الإنجليزية]‏
- Edward Tyson [الإنجليزية]‏